# Ceber (Basse-Silésie)
Pour les articles homonymes, voir Ceber.
Ceber est une localité polonaise de la gmina de Kotla, située dans le powiat de Głogów en voïvodie de Basse-Silésie.